# ولم اشوان
ولسمس اچون (به فرانسوی: Velesmes-Échevanne) یک کمون در فرانسه است که در Canton of Gray واقع شده‌است.

## خصوصیات
ولسمس اچون ۲۲٫۱۱ کیلومترمربع مساحت و ۴۵۷ نفر جمعیت دارد.